# Nitrooční tlak
Nitrooční tlak je zkráceně tlak uvnitř oka. Normální hodnota nitroočního tlaku se pohybuje v rozmezí 1,3 až 2,9 kPa, což znamená 10 až 20 mm Hg (rtuťového sloupce).
Tlak uvnitř oka je u zdravého člověka poměrně stabilní, změní se jen o několik málo bodů během dne. Zvýšený nebo naopak snížený tlak může signalizovat nějaké závažnější onemocnění a dá se měřit pomocí přístrojů.

## Měření tlaku
Nitrooční tlak lékař změří při podezření na nějakou oční vadu, zvýšení nebo snížení může zjistit už při palpaci (pohmatu), dnes se ale především v očních ordinacích a na klinikách používá speciální oftalmologický manometr, který s velkou přesností změří hodnotu tlaku.
Zvýšená hodnota nitroočního tlaku může signalizovat začínající nebo pokročilý glaukom (zelený zákal).
Naopak snížená hodnota potom např. diabetické kóma nebo nějakou formu zánětu.

## Snižování nitroočního tlaku
Je známa schopnost konopí snižovat dočasně nitrooční tlak. Některé studie prokázaly, že konopí dokáže dočasně, na dobu několika hodin, snížit nitrooční tlak cca o 10-30 %. Systémový tlak není touto cestou ovlivněn. Podstata působení nebyla v roce 2007 známa.